# Дания на летних Олимпийских играх 1928
Дания принимала участие в Летних Олимпийских играх 1928 года в Амстердаме (Нидерланды) в седьмой раз за свою историю, и завоевала три золотые, одну серебряную и две бронзовые медали. Сборную страны представляли 91 участник, из которых 9 женщин.

## 01!Золото
- Велоспорт, мужчины — Henry Hansen.
- Велоспорт, мужчины — Henry Hansen, Leo Nielsen and Orla Jørgensen.
- Велоспорт, мужчины — Willy Hansen.

## 02!Серебро
- Парусный спорт, мужчины — Vilhelm Vett, Nils Otto Møller, Aage Høy-Petersen, Peter Schlütter и Sven Linck.

## 03!Бронза
- Велоспорт, мужчины — Willy Hansen.
- Бокс, мужчины — Michael Michaelsen.

## Результаты соревнований

### Академическая гребля
Олимпийские соревнования по академической гребле проходили с 3 по 10 августа в деревне Слотен, которая расположена в 6 км к западу от центра Амстердама. В каждом заезде стартовали две лодки. Победитель заезда проходил в следующий раунд, а проигравшие на предварительном этапе попадали в отборочный раунд. Спортсмены, проигравшие два заезда, завершали борьбу за медали. Начиная с третьего раунда экипажи, уступавшие в заезде, выбывали из соревнований. Для определения бронзового призёра проводился заезд за 3-е место.
Мужчины
| Соревнование | Спортсмены    | Первый раунд         | Отборочный заезд     | Второй раунд         | Отборочный заезд     | Третий раунд         | Полуфинал            | Финал                | Место                |
| Соревнование | Спортсмены    | Соперник / Результат | Соперник / Результат | Соперник / Результат | Соперник / Результат | Соперник / Результат | Соперник / Результат | Соперник / Результат | Место                |
| ------------ | ------------- | -------------------- | -------------------- | -------------------- | -------------------- | -------------------- | -------------------- | -------------------- | -------------------- |
| одиночки     | Арнольд Шварц | HUNБ. Сендеи П +2,8  | GERВ. Флинш В -3,2   | AUSГ. Пирс П +19,6   | завершил выступление | завершил выступление | завершил выступление | завершил выступление | завершил выступление |